# Martín Garzez
Martín Garzez fou el 53è Gran Mestre de l'Orde de Sant Joan entre 1595 i 1601, va succeir al mestre Hugues Loubenx de Verdalle. Era originari de la Llengua d'Aragó. A Malta encara es conserva la seva armadura.